# Teodorico de' Borgognoni
Teodorico Borgognoni (Lucca, 1206 – Bologna, 1298) è stato un medico e vescovo cattolico italiano.
Figlio del lucchese Ugo, gli successe nell'insegnamento della chirurgia presso l'Università di Bologna, a quell'epoca punto di riferimento obbligato di tutta la chirurgia occidentale.

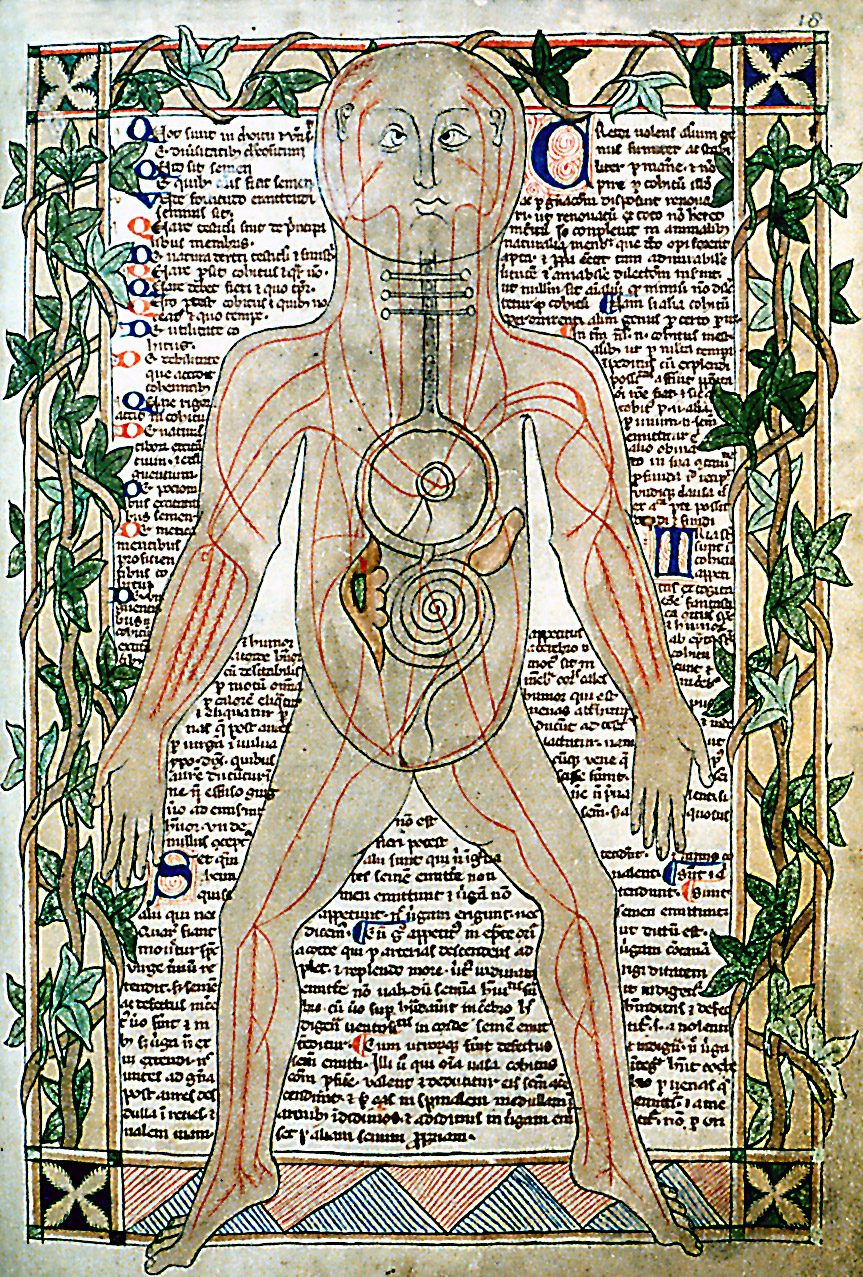
Illustrazione anatomica del XIII secolo

## Biografia
Fu frate domenicano e fu nominato vescovo di Bitonto (dal 1262 al 1266) e poi di Cervia (dal 1270 al 1298).
Elaborò gli studi del padre e pubblicò una sua Praxis Chirurgica, nella quale trattava tutta la chirurgia conosciuta all'epoca. Fu un grande sostenitore della necessità di trattare le ferite con un metodo asettico, anticipando di quasi settecento anni le intuizioni di Ignaz Philipp Semmelweis e le scoperte di Joseph Lister, ponendosi in antitesi rispetto ai principi propugnati dalla Scuola Medica Salernitana legati alla teoria di Galeno del pus bonum et laudabile.
Riprese anche l'uso della spongia somnifera perfezionata e chiamata confectio soporis da Gilberto Angelico (1180 - 1250) e utilizzata da Rogerio Frugardi, aggiungendo succo di coconidio e semi di lapazio, oltre all'oppio, alle foglie di mandragora, alle more di rovo, alla lattuga e alla cuscuta.
A lui è dedicata una targa commemorativa posta su una parete della chiesa di San Romano a Lucca.